# Электрический парус
Электрический парус — вид движителя для космического аппарата, использующий в качестве источника тяги импульс ионов солнечного ветра. Придуман в 2006 году доктором финского метеорологического института — Пеккой Янхуненом. Власти Евросоюза проявляют повышенный интерес к данной разработке, в связи с чем ЕС профинансировал проект, целью которого является создание в лабораторных условиях прототипа электрического паруса. Размер финансирования составил 1,7 млн евро.

## Принцип действия
Электрический парус состоит из ряда длинных и тонких тросов, которые имеют высокий положительный потенциал, и бортовой электронной пушки. Электронная пушка создает луч электронов, направленный против движения космического корабля, из-за чего тросы приобретают положительный заряд. Положительно заряженные тросы отталкивают ионы солнечного ветра, что, в свою очередь, приводит к передаче импульса от ионов к парусу и, как следствие, разгону корабля. Такой парус сможет ускоряться от заряженных частиц не только Солнца, но и от любой другой звезды в случае достаточного приближения к ней.

## Первый спутник на электрическом парусе
Первым спутником, использующим электрический парус, стал эстонский спутник ESTCube-1. Тросы, выпускаемые спутником, сделаны из алюминия и имеют длину 15 метров. Стоимость спутника составляет 70 тысяч евро. Вывод спутника в космос был осуществлен 7 мая 2013 года при помощи ракеты-носителя «Вега» Европейского космического агентства с космодрома Куру во Французской Гвиане. К сожалению, после запуска раскрыть парус так и не удалось, и без ускорения спутник будет около 23 лет снижать орбиту до того как сгорит в атмосфере Земли.

## Сравнение с солнечным парусом
Электрический космический парус имеет мало общего с традиционным солнечным парусом. Прежде всего электрический парус получает импульс от ионов солнечного ветра, в то время как солнечный парус приводится в движение фотонами.

### Плюсы электрического паруса
- По сравнению с солнечным парусом, электрический парус проще сконструировать и эксплуатировать (включая процесс развёртывания); кроме того, из-за меньшей площади он более устойчив к метеороидам[6].
- Электрический парус позволяет двигаться не только от источника заряженных частиц, но и к нему[7].
- Для создания электрического паруса требуется намного меньше материала, чем для создания солнечного паруса аналогичного диаметра.

### Минусы электрического паруса
- Сила разгона корабля электрическим парусом в 200 раз меньше, чем у аналогичного по размерам солнечного паруса[8].